# Kiwittsmoor
Kiwittsmoor – stacja metra hamburskiego na linii U1. Stacja została otwarta 1 lipca 1921.

## Położenie
Stacja posiada jeden peron wyspowy o długości 120 m. Znajduje się na zachód od ulicy Kiwittsmoor. Jedyne wejście znajduje się na wschodnim końcu peronu. Prowadzą tam schody i winda na dół do małego budynku, który znajduje się na północny wschód od linii metra na poziomie ulicy. Po przeciwnej stronie ulicy od dworca, położony jest parking z 303 miejscami.